# Per-Holger Sahlberg
Per-Holger Ferdinand Sahlberg, född 26 december 1913 i Helsingfors, död där 6 augusti 1995, var en finlandssvensk ingenjör. 
Sahlberg var konstruktör vid försvarsmaktens vapentekniska byrå och maskiningenjör vid Wärtsilä-koncernens skeppsdocka 1941–1944. Efter att ha blivit diplomingenjör 1945 var han gas- och ångturbiningenjör vid AG Brown Boveri & Cie i Schweiz 1947–1953 och professor i maskinbyggnadslära vid Tekniska högskolan i Helsingfors 1953–1980. Han innehade många konsultuppdrag med anknytning till sitt specialområde gasturbinmaskiner.